# Trialeurodes heucherae
Trialeurodes heucherae là một loài côn trùng cánh nửa trong họ Aleyrodidae, phân họ Aleyrodinae.
Trialeurodes heucherae được Russell miêu tả khoa học đầu tiên năm 1948.